# Triumfetta repens
Triumfetta repens är en malvaväxtart som först beskrevs av Carl Ludwig von Blume, och fick sitt nu gällande namn av Elmer Drew Merrill och Rolfe. Triumfetta repens ingår i släktet triumfettor, och familjen malvaväxter. Inga underarter finns listade i Catalogue of Life.